# Dashkasan
Dashkasan (azerí: Daşkəsən) é um dos cinqüenta e nove rayones nos que subdivide politicamente a República do Azerbaijão. A cidade capital é a cidade de Daşkəsən.

## Território e População
Este rayon é possuidor una superfície de 1.047 quilômetros quadrados, os quais são o lugar de uma população composta por unas 30.418 pessoas. Por onde, a densidade populacional se eleva a cifra dos 29,1 habitantes por cada quilometro quadrado de este rayon.

## Economia
A região está dominada pela agricultura. Destacam-se as produções de milho e batatas, e as explorações pecuárias. Por outra parte a mineração. Há depósitos de minério de ferro, cobalto e cobre. Além disso, há depósitos de mármore desmantelado.

## Transporte
Em quanto à transporte há um enlace ferroviário entre a cidade capital e Gəncə próxima da aldeia Qushchu neste rayon. Há vias ferroviárias que são utilizadas para transportar mineral. Todavia, há uma linha de coletivos que une as cidades Daşkəsən e Gəncə.